# Noul locatar (piesă de teatru)
Noul locatar (franceză: Le Nouveau Locataire) este o piesă de teatru absurd scrisă în limba franceză de Eugen Ionescu.  Piesa a fost compusă în 1955. Eugen Ionescu spune despre Noul locatar că este „piesa cea mai tăcută pe care am scris-o, în care doar obiectele mai fac câte ceva, precum mesele pentru spiritism care s-ar mișca, ascultând de ultima proiecție a energiei nervoase extraconștiente.”

## Prezentare
Noul locatar prezintă un aspect destul de îngrijorător al  dispariției gustului pentru citit și artă adevărată.

## Adaptări
- iulie 2008 - Noul locatar, Teatrul Național Radiofonic, cu Marcel Iureș, Sanda Toma, Florin Anton, Ionuț Kivu, Mihai Dinvale, adaptare de Mihai Lungeanu.[3]

## Traduceri în limba română
- a fost tradusă în limba română de Vlad Russo și Vlad Zografi[4]
- 2005 - Teatru VI - Rinocerii. Noul locatar, Editura Humanitas